# Ballade des menus propos
La Ballade des Menus Propos est un poème français écrit par François Villon entre octobre et novembre 1458.